# Gui de Cambrai
Gui de Cambrai (1170-1248) fue un escritor medieval del norte de Francia que utilizó francés vernacular más que latín. Escribió Le Vengement Alixandre, un poema épico de 1806 líneas de largo (c. 1190).
Una versión francesa de Barlaam y Josafat (c. 1220-1225) también ha sido tentativamente atribuida a él.